# Ultime Recours (film)
Pour les articles homonymes, voir Point Blank et Ultime recours.
Pour plus de détails, voir Fiche technique et Distribution.
Ultime Recours (Point Blank) est un film américain de Matt Earl Beesley en 1998.

## Synopsis
Sept condamnés à morts s'évadent de leur prison et prennent tout un centre commercial en otage. Rudy Ray, un ancien flic qui à également été mercenaire mais à présent à la retraite apprend que son jeune frère fait partie des hors-la-loi. Il va devoir reprendre du service et va donc affronter les preneurs d'otages à sa façon.

## Distribution
- Mickey Rourke : Rudy Ray
- Danny Trejo (VF : Michel Vigné) : Wallace
- Paul Ben-Victor : Howard
- Kevin Gage : Joe Ray
- Robert Zachar : Armani
- Werner Schreyer : Billy